# Schickedanz Open 1996
Lo Schickedanz Open 1996 è stato un torneo di tennis facente parte della categoria ATP Challenger Series nell'ambito dell'ATP Challenger Series 1996. Il torneo si è giocato a Fürth in Germania dal 3 al 9 giugno 1996 su campi in terra rossa.

## Vincitori

### Singolare
Hicham Arazi ha battuto in finale  Andrej Česnokov con il punteggio di 3–6, 6–2, 6–2

### Doppio
Joshua Eagle /  Tom Kempers hanno battuto in finale  Aleksandar Kitinov /  Gábor Köves con il punteggio di 6–4, 6–7, 6–4